# Nissan R391
La Nissan R391 è una vettura da competizione prodotta dalla Nissan nel 1999, concepita inizialmente come barchetta sport prototipo per disputare la 24 Ore di Le Mans.

## Contesto e sviluppo
A causa delle importanti modifiche ai regolamenti nella stagione 1999, Nissan si rivolse alla aziende britannica G-Force Technologies per progettare e costruire la R391. Nigel Stroud fu responsabile del design dell'auto insieme a Doug Skinner che fu nominato capo progettista e Glenn Elgood come direttore Tenco. Nissan strinse una partnership con un team cliente, la Courage Compétition, per la gestione sportiva e in gara delle vetture. Come parte dell'accordo tra i due, Nissan fornì i suoi vecchi motori V8 turbocompressi da 3,5 litri VRH35L (che erano delle rimanenze della R390 GT1) alla Courage.
Per la R391 Nissan decise di utilizzare una nuova versione del motore VH, optando per non utilizzare più il turbocompressore come aveva fatto sulla VRH35L. Al suo posto realizzò una versione modificata ad aspirazione naturale denominata VRH50A con una cilindrata maggiorata a 5,0 litri.